# Sogegross
Sogegross è un gruppo operante nella grande distribuzione organizzata all'ingrosso con la formula del cash and carry e al dettaglio con le insegne Basko, Doro Supermercati ed Ekom.
La società ha sede a Genova e ha come mercato di riferimento la Liguria, il Piemonte, la Toscana, la Lombardia e l'Emilia-Romagna.

## Storia
Nasce a Genova come bar-drogheria nel 1920 nel quartiere San Martino su iniziativa di Ercole Gattiglia. La svolta avviene nel 1945 quando Augusto Gattiglia, insieme a due suoi fratelli, inizia da un lato a produrre dolciumi e dall'altro ad operare come commercio all'ingrosso.
Nel 1976 nasce il primo cash&carry, risale invece al 1987 il marchio Basko con il primo punto vendita al dettaglio. Nel 1991 è la volta di Doro per i supermercati e nel 1993 di Ekom per i discount. Nel 2004 il gruppo, guidato da Vittorio Gattiglia, si consolida grazie anche all'acquisizione di una decina di punti vendita Nordiconad. Si espande anche nelle regioni vicine, nel 2016 si estende in Lombardia. Diventando una delle prime dieci aziende private italiane della GDO, con un fatturato che nel 2022 ha superato il miliardo di euro e con circa 260 negozi. Nel 2017 la società ha deciso di realizzare una nuova piattaforma logistica alle porte di Genova, in Val Polcevera, in un'area di 32.000 metri quadrati; l'investimento è di trenta milioni.

## Insegne
Al gruppo Sogegross fanno capo le seguenti insegne:

### GrosMarket
Il canale distributivo storico del gruppo è il Cash & Carry, oggi conta 23 punti vendita distribuiti fra Emilia-Romagna, Liguria, Lombardia, Piemonte e Toscana. Hanno una superficie media di circa 3.500/4.000 m², gestiscono assortimenti ampi e profondi, raggiungendo 18.000 referenze nei Cash di maggiore superficie.

### Basko
Nasce nel 1987 e rappresenta il core business del gruppo Sogegross. È una catena di supermercati di quartiere (Basko) e piccoli superstore (Iperfresco Basko) a gestione diretta da parte del gruppo. I punti vendita svolgono prevalentemente un servizio di prossimità.
La declinazione dell'insegna è piuttosto fluida dovendo tenere presente le peculiarità delle piazze in cui l'azienda opera: ad esempio in Liguria, dove i punti vendita della GDO a causa delle caratteristiche territoriali risultano più piccoli che altrove, l'insegna Iperfresco Basko (che nasceva per indicare le superfici di 2000 m²) è utilizzata anche per punti vendita di 900/1000 m², mentre i supermercati Basko hanno una superficie media di 550 m².
I supermercati Basko sono presenti in Liguria, Piemonte e in numero minore nelle province di Pavia (a Stradella e Broni) e Piacenza (a Castel San Giovanni, Borgonovo Val Tidone e San Nicolò a Trebbia).

### Doro Supermercati
Nasce nel 1991 comprendendo Superette e piccoli supermercati in franchising.
Sono presenti in Liguria, Lombardia, Piemonte, Toscana e Valle d'Aosta.

### Ekom
Nasce nel 1993 la catena soft-discount del gruppo, presente in Liguria, Lombardia, Piemonte, Toscana e Valle d'Aosta.

## Punti vendita
Gruppo Sogegross conta 266 punti vendita, divisi tra supermercati Basko (57), discount Ekom (126), cash&carry GrosMarket (23) e franchising Doro (60). 
Di seguito il dettaglio:
| Regione        | Basko | Ekom | GrosMarket | Doro |
| -------------- | ----- | ---- | ---------- | ---- |
| Emilia-Romagna | 3     | 1    | 3          | 0    |
| Liguria        | 39    | 75   | 8          | 48   |
| Lombardia      | 2     | 1    | 4          | 3    |
| Piemonte       | 13    | 34   | 5          | 6    |
| Toscana        | 0     | 14   | 3          | 2    |
| Valle d'Aosta  | 0     | 1    | 0          | 1    |

## Alleanze
Il gruppo Sogegross fa parte di Agorà Network, la centrale che dal 2000 raggruppa anche altri quattro gruppi della GDO operanti a livello locale nell'Italia settentrionale: Tigros, Poli supermercati, Iperal e Rossetto Trade. Tale sinergia ha permesso a questi piccoli gruppi di creare una propria linea a marchio commerciale, Primia, presente in tutti i punti vendita del gruppo.